# 尖峰润楠
尖峰润楠（学名：Machilus monticola），为樟科润楠属下的一个植物种。其种加词“monticola”意为“生长在山地的”。分布地區為中國廣東（海南）。